# Application Protocol Data Unit
Application Protocol Data Unit (APDU; englisch für „Datenelement des Anwendungsprotokolls“) bezeichnet einen kombinierten Kommando-/Datenblock des Kommunikationsprotokolls zwischen einem Chipkartenleser und einer Chipkarte. Für den Datenaustausch wird ein kombinierter Befehls- (oder Kommando-) und Datenblock verwendet. Die Struktur der APDU ist definiert in der Norm ISO 7816.
APDUs werden unterschieden in command APDUs, welche Kommandos an die Chipkarte übermitteln, und response APDUs, die die jeweilige Antwort der Karte auf ein Kommando übermitteln. Eine Kommunikation wird immer von der Anschlussschnittstelle angestoßen. Auf eine command APDU der Anschlussschnittstelle erfolgt jeweils eine response APDU der Karte. Die Chipkarte selbst initiiert nie eine Kommunikation.
Die Strukturen von command APDU und response APDU sind in der Norm ISO 7816-4 festgelegt. APDUs stellen ein Informationselement der Anwendungsebene dar. Im OSI-Schichtenmodel entspricht das der Schicht 7.

## Ablauf der Kommunikation
Zu Beginn einer Kommunikation wird das Anwendungsprotokoll üblicherweise mittels Answer-to-Reset- und optionaler Protocol-Type-Selection-ADPUs initialisiert.

## command APDU
Die Kommando-APDU besteht aus einem Kopf (englisch header) und einem optionalen Rumpf (engl. body).
| CLA    | INS    | P1     | P2     | Lc   | Data | Le   |
| ------ | ------ | ------ | ------ | ---- | ---- | ---- |
| Header | Header | Header | Header | Body | Body | Body |

Die einzelnen Bytes haben folgende Bedeutung:
| Bezeichner | Name            | Länge in Byte | Bedeutung |
| ---------- | --------------- | ------------- | --- |
| CLA        | Class           | 1             | Gibt die Befehlsklasse an. Zusätzlich wird signalisiert, ob das Kommando Secure Messaging nutzt.                                          |
| INS        | Instruction     | 1             | Gibt das Kommando an. Wegen Einschränkungen im byteorientierten Protokoll T=0 dürfen nur geradzahlige Instruction-Bytes verwendet werden. |
| P1         | Parameter 1     | 1             | Parameter für das Kommando |
| P2         | Parameter 2     | 1             | Parameter für das Kommando |
| Lc         | Length command  | 0, 1 oder 3   | Länge der Kommandodaten (siehe auch Abschnitt „Kodierung der Längenfelder“)                                                               |
| Data       | Data            | Lc            | Kommandodaten |
| Le         | Length expected | 0 bis 3       | Länge der erwarteten Antwortdaten (siehe auch Abschnitt „Kodierung der Längenfelder“)                                                     |

Wenn keine Antwortdaten erwartet werden, wird das Le-Byte des Rumpfes (oder Bodys) weggelassen. Genauso werden Lc-Byte und die Daten weggelassen, wenn keine Kommandodaten nötig sind. Abhängig von Kommando- und Antwortdaten lassen sich vier Fälle mit unterschiedlicher Struktur des Kommandos unterscheiden. Sie werden mit case 1 bis case 4 (engl. für Fall 1 bis 4) bezeichnet.

### Case 1-Kommando
Case 1 ist ein einfaches Kommando ohne Kommandodaten und ohne Antwortdaten. Deshalb kann auf den gesamten Body des Kommandos verzichtet werden:
| Header |

### Case 2-Kommando
Im Case 2 hat das Kommando keine Kommandodaten, erwartet aber Antwortdaten. Daraus ergibt sich folgender Kommandoaufbau:
| Header | Le |

### Case 3-Kommando
Case 3 beschreibt ein Kommando mit Kommandodaten, das keine Antwortdaten erwartet und demnach folgendermaßen aussieht:
| Header | Lc | Data |

### Case 4-Kommando
Ein Case 4-Kommando hat sowohl Kommando- als auch Antwortdaten und deswegen den vollständigen Kommando-Body:
| Header | Lc | Data | Le |

### Kodierung der Längenfelder Lc und Le
Es gibt zwei unterschiedliche Kodierungen für die Längenfelder Lc und Le. Standardmäßig unterstützt werden die kurzen Längenfelder; hierbei ist die Längenangabe nur ein Byte lang und unterstützt somit Werte von 1 bis 255 Byte (Hexadezimal 0x01 bis 0xFF). Der Sonderfall Le = 0x00 bedeutet hierbei eine erwartete Länge (englisch expected length) von 256 Bytes. Somit können maximal 255 Bytes geschrieben (Lc) und 256 Bytes gelesen (Le) werden.
Wegen der immer größeren Datenmengen, die auf Smartcards (besonders im Bereich der Signaturen) gespeichert und gelesen werden können, wurde es notwendig, innerhalb einer APDU größere Datenmengen zu lesen oder zu schreiben. Dazu wurden die extended APDUs eingeführt. Anhand der Historical Characters im ATR kann festgestellt werden, ob eine Smartcard diese größeren APDUs unterstützt. Bei der extended APDU kann Lc bzw. Le einen Wert zwischen 1 und 65535 bzw. 65536 kodieren. Das erste auftretende Feld wird dabei mit 3 Bytes kodiert. Bei Case-2-Kommando-APDUS ist dies das Le-Feld, bei Case-3- und -4-Kommando-APDUS das Lc-Feld. Bei Case-4-Kommando-APDUS wird das Le-Feld mit 2 Bytes codiert (das führende Null-Byte entfällt).
Kodiert wird demnach das erste Lx-Feld mit 3 Bytes (B1)='00', (B2||B3)=beliebiger Wert, wobei für Lc hier '0000' nicht erlaubt ist (wenn B2 und B3 für Le auf '0000' gesetzt werden, ist dies gleichbedeutend mit 65536) und das zweite (sofern vorhanden ist es Le) nach dem gleichen Schema ohne das führende Null-Byte.

## response APDU
Die sogenannte response APDU (engl. für Antwort-APDU) besteht aus einem optionalen Rumpf (engl. body) und einem obligatorischen Abschluss (engl. trailer).
| Data | SW1 SW2 |
| ---- | ------- |
| Body | Trailer |

Der Abschluss (oder Trailer) enthält die beiden Status-Bytes SW1 und SW2, die zusammen das Statuswort (kurz SW oder den auch sogenannten Return Code) bilden. Das Statuswort gibt Auskunft über die erfolgreiche Abarbeitung des Kommandos oder die Art des Fehlers, der die Abarbeitung verhindert oder unterbrochen hat.
Der Body enthält die Antwortdaten des Kommandos, dessen Länge im Le-Byte der command APDU angegeben war. Wenn Le Null ist oder die Kommandoabarbeitung wegen eines Fehlers abgebrochen wurde, werden keine Antwortdaten verschickt. Damit ergeben sich zwei Varianten einer response APDU:
- Le nicht Null, und Kommando erfolgreich

| Data | SW1 SW2 |

- Le ist Null, oder Kommando nicht erfolgreich

| SW1 SW2 |

### Statuswörter
Das Statuswort hat entweder die Werte 9000 oder 61xx und zeigt damit die fehlerfreie Abarbeitung des Kommandos an, oder die Werte 62xx bis 6Fxx, welche die Art der Abweichung vom normalen Ablauf angeben. Die Statuswörter unterliegen der in der Tabelle angegebenen Systematik.
| 61xx und 9000         | 62xx                  | 63xx                      | 65xx                      | 64xx                  | 67xx bis 6Fxx         |
| --------------------- | --------------------- | ------------------------- | ------------------------- | --------------------- | --------------------- |
| Prozess abgeschlossen | Prozess abgeschlossen | Prozess abgeschlossen     | Prozess abgebrochen       | Prozess abgebrochen   | Prozess abgebrochen   |
| Normal                | Warnung               | Warnung                   | Ausführungsfehler         | Ausführungsfehler     | Prüfungsfehler        |
|                       | Keine Daten verändert | Daten im EEPROM verändert | Daten im EEPROM verändert | Keine Daten verändert | Keine Daten verändert |

Die folgende Tabelle zeigt die wichtigsten Statuswörter und ihre Bedeutung:
| Statuswort | Bedeutung                                                                                              | Anmerkung                                   |
| ---------- | --- | ------------------------------------------- |
| 61xx       | Kommando erfolgreich ausgeführt. xx Datenbytes können mit dem ‚GET RESPONSE‘-Kommando abgeholt werden. | Statuswort zur Steuerung des T=0-Protokolls |
| 6281       | Die zurückgegebenen Daten können fehlerhaft sein.                                                      |                                             |
| 6282       | Da das Dateiende vorher erreicht wurde, konnten nur weniger als Le Bytes gelesen werden.               |                                             |
| 6283       | Die ausgewählte Datei ist gesperrt (englisch invalidated, wörtlich „ungültig“).                        |                                             |
| 6284       | Die File Control Information (FCI) ist inkonform zu ISO 7816-4.                                        |                                             |
| 62xx       | Warnung; Zustand des nichtflüchtigen Speichers nicht verändert                                         |                                             |
| 63Cx       | Zähler hat den Wert x erreicht (die genaue Bedeutung ist vom Kommando abhängig)                        |                                             |
| 63xx       | Warnung; Zustand des nichtflüchtigen Speichers verändert                                               |                                             |
| 64xx       | Ausführungsfehler; Zustand des nichtflüchtigen Speichers nicht verändert                               |                                             |
| 6581       | Speicherfehler                                                                                         |                                             |
| 65xx       | Ausführungsfehler; Zustand des nichtflüchtigen Speichers verändert                                     |                                             |
| 6700       | Befehlslänge (Lc) oder erwartete Antwortlänge (Le) falsch                                              |                                             |
| 6800       | Funktionen im Class-Byte werden nicht unterstützt                                                      |                                             |
| 6881       | Logische Kanäle werden nicht unterstützt                                                               |                                             |
| 6882       | Secure Messaging wird nicht unterstützt                                                                |                                             |
| 6900       | Kommando nicht erlaubt                                                                                 |                                             |
| 6981       | Kommando inkompatibel zur Dateistruktur                                                                |                                             |
| 6982       | Sicherheitszustand nicht erfüllt                                                                       |                                             |
| 6983       | Authentisierungsmethode ist gesperrt                                                                   |                                             |
| 6984       | Referenzierte Daten sind gesperrt                                                                      |                                             |
| 6985       | Nutzungsbedingungen sind nicht erfüllt                                                                 |                                             |
| 6986       | Kommando nicht erlaubt (kein EF selektiert)                                                            |                                             |
| 6987       | Erwartete Secure-Messaging-Objekte nicht gefunden                                                      |                                             |
| 6988       | Secure-Messaging-Datenobjekte sind inkorrekt                                                           |                                             |
| 6A00       | Falsche Parameter P1/P2                                                                                |                                             |
| 6A80       | Falsche Daten                                                                                          |                                             |
| 6A81       | Funktion wird nicht unterstützt                                                                        |                                             |
| 6A82       | Datei wurde nicht gefunden                                                                             |                                             |
| 6A83       | Datensatz (engl. record) der Datei nicht gefunden                                                      |                                             |
| 6A84       | Nicht genügend Speicherplatz in der Datei                                                              |                                             |
| 6A85       | Lc nicht konsistent mit der TLV-Struktur                                                               |                                             |
| 6A86       | Inkorrekte Parameter P1/P2                                                                             |                                             |
| 6A87       | Lc inkonsistent mit P1/P2                                                                              |                                             |
| 6A88       | Referenzierte Daten nicht gefunden                                                                     |                                             |
| 6B00       | Parameter P1/P2 falsch                                                                                 |                                             |
| 6Cxx       | Falsche Länge Le; xx gibt die korrekte Länge an                                                        | Statuswort zur Steuerung des T=0-Protokolls |
| 6D00       | Das Kommando (INS) wird nicht unterstützt                                                              |                                             |
| 6E00       | Die Kommandoklasse (CLA) wird nicht unterstützt                                                        |                                             |
| 6F00       | Kommando wurde mit unbekanntem Fehler abgebrochen                                                      |                                             |
| 9000       | Kommando erfolgreich ausgeführt                                                                        |                                             |